# Copa de la Primera División de Gibraltar
La Copa de la Primera División de Gibraltar (también conocida como Gibraltar League Cup, Copa de la Liga de Gibraltar o Gibraltar Sennior Cup) fue un torneo de fútbol especial organizado por la Asociación de Fútbol de Gibraltar desde 2004; estuvo destinado exclusivamente a equipos de Primera División. El torneo se jugó por última vez en 2015.

## Historia
El torneo se jugó desde inicios de este siglo con el fin dar a los equipos de fútbol de Gibraltar una mayor competitividad, y aumentar la regularidad con la que estos jugaban partidos. Con la adhesión de la Asociación de Fútbol de Gibraltar a la UEFA, en 2011, el torneo tomó, en un principio, singular importancia, pues alargaba la temporada y la cantidad de partidos que cada equipo disputaba. Sin embargo a partir de la edición 2015-16, en que la Primera División pasó a estar integrada por 10 equipos, el torneo dejó de ser necesario puesto que la temporada de la Primera División se alargó.

## Sistema de competición
El torneo se jugaba en dos etapas, una fase de grupos y una ronda eliminatoria. En la fase de grupos que se sorteaban a los ocho equipos en dos grupos, dentro de cada grupo los clubes jugaban entre sí una vez mediante Sistema de todos contra todos totalizando tres partidos cada uno; al final de las tres jornadas los dos primeros de cada grupo se clasificaban a la ronda eliminatoria. En la ronda eliminatoria los cuatro clubes provenientes de la fase de grupos se emparejaban en semifinales, y los ganadores de las semifinales jugaban posteriormente la final.

## Lista de campeones
| Edición | Campeón          | Resultado  | Subcampeón       |
| ------- | ---------------- | ---------- | ---------------- |
| 1971    | Navy             | 5 - 2      | Gibraltar United |
| 1987    | Lincoln Red Imps |            |                  |
| 1988    | Lincoln Red Imps |            |                  |
| 1989    | Lincoln Red Imps |            |                  |
| 1990    | Lincoln Red Imps |            |                  |
| 1991    | Lincoln Red Imps | 3 - 1 pró. | St. Theresa      |
| 1992    | Lincoln Red Imps |            |                  |
| 1993    | Lincoln Red Imps |            |                  |
| 2000    | Lincoln Red Imps |            |                  |
| 2002    | Lincoln Red Imps |            |                  |
| 2003    | Lincoln Red Imps |            |                  |
| 2004    | Lincoln Red Imps | 3 - 0      | Manchester 62    |
| 2005    | Lincoln Red Imps |            |                  |
| 2006    | Lincoln Red Imps | 3 - 1      | Manchester 62    |
| 2007    | Lincoln Red Imps | 4 - 0      | St. Joseph's     |
| 2008    | Lincoln Red Imps | 4 - 0      | Manchester 62    |
| 2009    | PwC Laguna       | 3 - 2      | Lincoln Red Imps |
| 2010    | St. Joseph's     |            | Glacis United    |
| 2011    | Lincoln Red Imps |            |                  |
| 2012    | Lincoln Red Imps |            |                  |
| 2014    | Lincoln Red Imps | 3 - 0      | Manchester 62    |
| 2015    | Europa           | 2 - 1      | St. Joseph's     |

## Títulos por club
| Pos. | Club             | Títulos | Años en los que fue campeón                                                                                |
| ---- | ---------------- | ------- | --- |
| 1    | Lincoln Red Imps | 18      | 1987, 1988, 1989, 1990, 1991, 1992, 1993, 2000, 2002, 2003, 2004, 2005, 2006, 2007, 2008, 2011, 2012, 2014 |
| 2    | Europa F. C.     | 1       | 2015 |
| 3    | St. Joseph's     | 1       | 2010 |
| 4    | PwC Laguna       | 1       | 2009 |
| 5    | Navy             | 1       | 1971 |